# Tully Bevilaqua
Tully Louise Crook-Bevilaqua (Merredin, Australia, 19 de julio de 1972) es una exjugadora de baloncesto australiana. Consiguió 2 medallas en competiciones internacionales con Australia, entre Mundiales y Juegos Olímpicos.

## Vida personal
En 2013, Bevilaqua se casó con su pareja, Lindsay, y la unión se hizo oficial con el reconocimiento en Indiana del matrimonio entre personas del mismo sexo en octubre de 2014. Tully y Lindsay tienen dos hijos, Parker y Mackenzie.